# Де Беккер, Вилхелмус
Вилхелмус Адрианус Йозефус Мария де Беккер (нидерл. Wilhelmus Adrianus Josephus Maria de Bekker; род. 27 апреля 1939, Хелмонд, Нидерланды) — прелат Римско-католической церкви, 3-й епископ Парамарибо. Кавалер ордена Оранских-Нассау (1998) и почётного ордена Жёлтой звезды (1998).

## Биография
Вилхелмус де Беккер родился 27 апреля 1939 года. Начальное и среднее образование получил в школах в Хелмонде и Роттердаме. В последнем он три года обучался в высшей городской школе. Затем продолжил образование в педагогическом колледже Святого Томаса Мора в Роттердаме. После получения обучения преподавал в нескольких начальных школах. В свободное от работы время пытался получить диплом об окончании гимназии. В 1968 году поступил в университет Неймегена, где изучал культурную  и социальную антропологию; защитил докторскую степень по обеим специальностям. Вскоре после завершения образования, переехал из Нидерландов в Суринам. В Парамарибо изучал теологию. 25 мая 1985 года был рукоположен в сан священника. Нёс служение пастора в приходах города Парамарибо и различное социальное служение.
В 1995 году Беккер был назначен генеральным викарием епархии Парамарибо. С 2003 по 2004 год был апостольским администратором епархии. 12 ноября 2004 года римский папа Франциск назначил его епископом Парамарибо. Епископскую хиротонию 30 января 2005 года в Роттердаме возглавил Адрианус Херман ван Лёйн, епископ Роттердама, которому сослужили Эдвард Джозеф Гилберт, архиепископ Порт-оф-Спейна и Лоренса Алойзиуса Бёрка, архиепископа Кингстона на Ямайке. В качестве девиза он избрал «Свидетельство Господне верно» (лат. Testimonium Domini fidele). 31 мая 2014 года, по достижении канонического возраста, был отправлен Святым Престолом на покой. В настоящее время он живёт в городе Гронинген, в округе Сарамакка.